# 12155 Hyginus
12155 Hyginus este un asteroid din centura principală.

## Descriere
12155 Hyginus este un asteroid din centura principală. A fost descoperit de Cornelis Johannes van Houten, Ingrid van Houten-Groeneveld și Tom Gehrels la 26 martie 1971, la observatorul de pe Muntele Palomar. Prezintă o orbită caracterizată printr-o semiaxă majoră de 2,4 UA, o excentricitate de 0,205 și o înclinație de 3,098° în raport cu ecliptica.
A primit numele ca omagiu istoricului, filologului și astronomului roman Gaius Iulius Hyginus (64 î.Hr.-17 d.Hr.).